# Aristolochia versicolor
Aristolochia versicolor är en piprankeväxtart som beskrevs av S.M. Hwang. Aristolochia versicolor ingår i släktet piprankor, och familjen piprankeväxter. Inga underarter finns listade i Catalogue of Life.